# Charlotte des Essarts

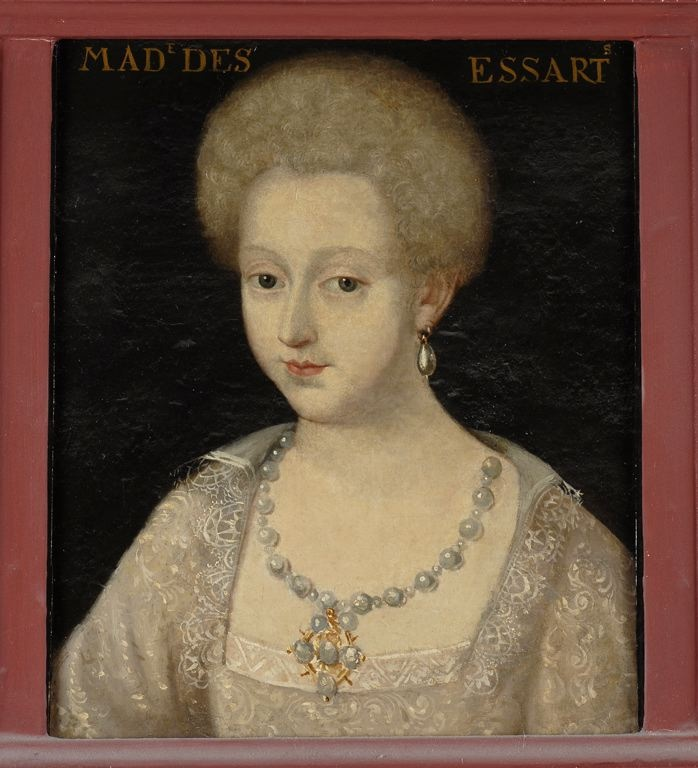
Porträt Charlotte des Essarts in der Sammlung des Chateau de Blois.

Charlotte des Essarts (* um 1580; † 8. Juli 1651) war für kurze Zeit die Mätresse des französischen Königs Heinrich IV. Sowohl vor ihm als auch danach hatte sie weitere hochgestellte und einflussreiche Liebhaber.

## Leben
Charlotte des Essarts kam als Tochter François des Essarts’, Seigneur von Sautour, und seiner zweiten Frau Charlotte de Harlay, dame de Champvallon zur Welt. Ihr Vater war königlicher Generalleutnant in der Champagne.
Sie begleitete zu Beginn des 17. Jahrhunderts ihren Verwandten  Christophe de Harlay, den späteren Comte de Beaumont, und dessen Frau nach England, denn Christophe bekleidete dort das Amt des französischen Botschafters. 1602 wurde sie seine Geliebte und kehrte nach seiner Abberufung 1605 mit ihm nach Frankreich zurück.
Charlotte ging an den Königshof und wurde dort Ehrendame der französischen Königin Maria de’ Medici. Deren Ehemann Heinrich IV. wurde 1606 erstmals auf die von Zeitgenossen als außergewöhnlich schön beschriebene junge Frau aufmerksam und machte sie während einer seiner Streite mit Catherine Henriette de Balzac d’Entragues im März 1607 zu seiner Mätresse. Nachdem er jedoch von ihrer Affäre mit dem Grafen von Beaumont erfahren hatte, wollte er sich wieder von ihr trennen. Zu dieser Zeit war Charlotte aber von ihm schwanger. Der König schickte sie deshalb zur Niederkunft nach Le Tressoir, einen Landsitz in der Nähe von Fontainebleau. Dort brachte sie ihre erste Tochter Jeanne Baptiste zur Welt, die am 3. März 1608 vom König legitimiert wurde. Es folgte eine Aussöhnung Heinrichs mit seiner Mätresse, und Charlotte brachte 1609 eine zweite Tochter zur Welt: Marie Henriette. Nach der Geburt der zweiten Tochter ernannte der König sie zur Gräfin von Romorantin (französisch: Comtesse de Romorantin), doch schon bald überwarf sich das Paar erneut. Charlotte begegnete der unausweichlichen königlichen Ungnade durch die Bitte, sich in das Kloster Beaumont-lès-Tours zurückziehen zu dürfen. Ihrer Bitte wurde stattgegeben, doch die Comtesse blieb nicht sehr lange dort. Nach dem Tod Heinrichs IV. im Mai 1610 kehrte sie im Sommer des gleichen Jahres an den Hof zurück und begann eine Beziehung mit dem späteren Kardinal und Erzbischof von Reims, Louis III. de Lorraine-Guise. Es ist sogar möglich, dass die beiden 1611 heimlich heirateten. Indiz dafür sind ein Heiratsvertrag und ein von Papst Paul V. ausgestellter Dispens, die nach dem Tod des Kardinals in seinem Schreibtisch gefunden worden sein sollen, trotzdem konnte eine Ehe bisher nicht zweifelsfrei nachgewiesen werden. Dennoch versuchte ihre Enkelin, eine Tochter ihres Sohnes Achilles, aufgrund dieser Dokumente im Jahr 1688 erfolglos, vor Gericht einen Anspruch auf das Erbe der verstorbenen Herzogin Marie de Lorraine, einer Cousine Achilles’, zu erstreiten.
Dem von Louise-Marguerite de Lorraine-Guise verfassten Roman Histoire des Amours du Grand Alcandre, zufolge, der die zahlreichen Liebschaften Heinrichs IV. zum Inhalt hat, ging Charlotte nach dem Kardinal von Guise (französisch: Cardinal de Guise) auch noch eine Liebesbeziehung mit Dominique de Vic, Erzbischof von Auch, ein.
Im Jahr 1630 heiratete sie den späteren Marschall von Frankreich, François de L’Hospital, Graf von Rosnay sowie Seigneur von Hallier. Der Vertrag dazu wurde am 4. November des Jahres in Rumilly-L'Albanois unterzeichnet. Danach zeigte sie sich politisch sehr engagiert. Die ambitionierte Frau beteiligte sich gemeinsam mit Karl IV., Herzog von Lothringen, 1633 an einer erfolglosen Intrige gegen Kardinal Richelieu und wurde deshalb auf ein Landgut ihres Mannes verbannt. Dort starb sie am 8. Juli 1651.

## Ehen und Nachkommen
Aus der kurzen Beziehung mit König Heinrich IV. gingen zwei Töchter hervor, die der König beide legitimierte:
- Jeanne Baptiste (* 22. Februar 1608;[8] † 16. Januar 1670[9]), Äbtissin von Fontevrault
- Marie Henriette (* 1609; † 10. Februar 1629[9]), Äbtissin von Chelles

Nach dem Tod Heinrichs IV. ging Charlotte eine Verbindung mit Louis III. de Lorraine-Guise ein, den sie 1611 vielleicht sogar heiratete. Aus dieser Beziehung stammten fünf Kinder:
- Charles-Louis († 12. Juli 1668), Bischof von Condom
- Achille (* um 1615; † 1648), Graf von Romorantin, ⚭ Anna Maria von Salm-Dhaun aus dem Hause der Wild- und Rheingrafen
- Henri Hector (* 1620), Chevalier de Lorraine genannt
- Charlotte († 1626), Äbtissin von Saint-Pierre in Lyon
- Louise († 5. Juli 1652), dame de Romorantin, ⚭ 24. November 1639 Claude Pot, Seigneur von Rhodes

Im Alter von 50 Jahren heiratete sie im November 1630 François de L’Hôpital. Diese Verbindung blieb kinderlos.